# My z Kronsztadtu
My z Kronsztadtu (ros. Мы из Кронштадта / My iz Kronsztadta) – radziecki dramat wojenny z 1936 roku w reżyserii Jefima Dzigana. Film opowiadał o marynarzach z Kronsztadtu podczas wojny domowej w Rosji.

## Obsada
- Wasilij Zajczikow jako komisarz Wasilij Martynow
- Grigorij Buszujew jako Artiom Bałaszow
- Oleg Żakow jako dowódca Draudin
- Nikołaj Iwakin jako żołnierz Armii Czerwonej
- Raisa Jesipowa jako żona dowódcy
- Piotr Kiriłłow jako marynarz Walentin Biezprozwannyj
- Ernst Gunn jako marynarz Anton Karabasz
- Michaił Gurinienko jako Misza, chłopiec pokładowy
- Fiodor Sieliezniow jako żołnierz Armii Białej
- Piotr Sobolewski jako porucznik von Witten

## Produkcja
Zdjęcia kręcono w Petersburgu oraz w Kronsztadzie.